# Крейг, Кэтрин
Кэтрин Крейг (англ. Catherine Craig), имя при рождении Кэтрин Джуэл Фелтус (англ. Catherine Jewel Feltus; 18 января 1915 года — 14 января 2004 года) — американская актриса, более всего известная по фильмам 1940-х годов.
Некоторое время она также выступала под именем Кэй Крейг (англ. Kay Craig).
Среди фильмов, в которых Крейг сыграла свои наиболее значительные роли — «Ты никогда не была восхитительней» (1942), «Претендент» (1947), «Семеро были спасены» (1947), «Альбукерк» (1948), «Свидание с убийцей» (1948), «Эль Пасо» (1949) и «Не её мужчина» (1950).

## Ранние годы и начало карьеры
Кэтрин Крейг, имя при рождении Кэтрин Джуэл Фелтус, родилась 18 января 1915 года в Блумингтоне, штат Индиана, в семье владельца цирка и кинотеатра. Впервые будущая актриса попробовала свои силы на театральных подмостках в Индиане. В 1936 году после окончания Университета Индианы она переехала в Лос-Анджелес, чтобы стать актрисой.

## Карьера в театре
По прибытии в Калифорнию благодаря чёткой дикции и хорошо поставленному голосу Крейг быстро нашла работу на радио, одновременно поступив на стажировку в Театр Пасадины, где познакомилась со своим будущим мужем, актёром Робертом Престоном.

## Карьера в кинематографе
На голубоглазую красавицу с каштановыми волосами обратил внимание скаут киностудии 20th Century Fox, после чего она получила на студии эпизодические роли в двух картинах — криминальной комедии про детектива Чарли Чена «Убийство над Нью-Йорком» (1940), где была стюардессой, а также мелодраме «Пульс Манхэттена» (1940), где была медсестрой. В обоих случаях её имя не было указано в титрах. Более заметную роль дочери убитого корабельного магната она сыграла на студии Monogram в фильме нуар «Обречённый умирать» (1940) с Борисом Карлоффом в роли детектива мистера Вонга.
В 1940 году Крейг и Престон успешно прошли кинопробы на студии Paramount, заключив семилетние контракты. В течение первого года на студии Крейг сыграла малозаметные эпизодические роли без указания в титрах в шести картинах, наиболее значимыми среди которых были фильм нуар «Среди живущих» (1941) со Сьюзен Хэйворд, музыкальная комедия «Луизианская покупка» (1941) с Бобом Хоупом и комедия «Ничего кроме правды» (1941) с Бобом Хоупом и Полетт Годдар.
Одной из наиболее памятных ролей Крейг в начале карьеры стала роль сестры героини Риты Хейуорт в мюзикле «Ты никогда не была восхитительней» (1942) на студии Columbia Pictures. Год спустя на студии Monogram она сыграла главную женскую роль в малобюджетном антинацистском триллере «Шпионский поезд» (1943).
В 1944 году Крейг работала на Paramount, сыграв небольшие роли в военной биографической драме «История доктора Васселла» (1944) с Гэри Купером в главной роли, в мюзикле с Джинджер Роджерс «Леди в темноте» (1944), в мелодраме с Аланом Лэддом «И теперь завтра» (1944), а также в музыкальной комедии с Бингом Кросби «А вот и волны» (1944). Год спустя на Paramount Крейг снова довольствовалась малыми ролями в мелодраме «Любовные письма» (1945) с Дженнифер Джонс и Джозефом Коттеном, а также в музыкальных комедиях с Бетти Хаттон — «Случайная блондинка» (1945), «Клуб „Аист“» (1945) и «Таверна Даффи» (1945).
В 1946 году Крейг появилась в небольших ролях (без указания в титрах) в пяти фильмах Paramount — романтической комедии с Барбарой Стэнвик «Невеста в сапогах» (1946), фильме нуар «Странная любовь Марты Айверс» (1946), снова со Стэнвик, исторической комедии «Месье Бокэр» (1946) с Бобом Хоупом, музыкальной комедии «Честное слово» (1946) с Бетти Хаттон, а также в военном шпионском триллере «Управление стратегических служб» (1946) с Аланом Лэддом в главной роли.
1947 год Крейг начала с небольшой роли в очередном мюзикле Paramount «Девушка из варьете» (1947), однако затем обратилась к более серьёзным ролям. В частности, Крейг сыграла свою первую главную роль в приключенческом триллере независимой компании Pine-Thomas «Семеро были спасены» (1947). Фильм рассказывает о группе из восьми человек, выживших после крушения их самолёта в Тихом океане. На спасательной лодке они пытаются добраться до земли, одновременно ведутся их поиски с ближайшей военной базы. В этом ансамблевом фильме Крейг сыграла одну из главных ролей военной медсестры, которой поручено доставить на континент потерявшего память офицера. В последний момент жених медсестры, который служит лётчиком на военной базе, спасает всех пострадавших.
В нуаровом триллере кинокомпании Republic Pictures «Претендент» (1947) Крейг сыграла главную женскую роль богатой невесты Клэр Уортингтон, деньгами которой пытается покрыть свои долги инвестиционный банкир Кен Холден (Альберт Деккер). Ради денег Кен предлагает Клэр жениться, одновременно заказывая убийство её жениха. Однако, по иронии судьбы, Кен сам становится мишенью киллеров. После свадьбы Клэр видит, как её мужем постепенно овладевает паранойя, он сходит с ума, и в конце концов погибает, не зная, что заказ на него отменён. Современные критики в целом высоко оценивают картину. В частности, историк кино Боб Порфирио отметил, что «несмотря на статичную режиссуру и некоторые недоработки в сценарии, фильм является впечатляющим примером нуарового видения, главным образом благодаря смелой экспрессионистской операторской работе Джона Олтона и стильной игре Деккера в роли Кена» . По мнению Брамбурга, это была одна из лучших картин в карьере Крейг.
В 1948 году Крейг сыграла вторую главную женскую роль в вестерне кинокомпании Pine-Thomas Productions «Альбукерке» (1948) с Рэндольфом Скоттом в главной роли. Томас Прайор написал в «Нью-Йорк Таймс», что «фильм не особенно хорош и не особенно плох, как это часто бывает с вестернами», при этом отметив, что «Крейг в образе хорошей девушки и Барбара Бриттон в роли роковой женщины, направленной, чтобы шпионить за конкурентами, одинаково красивы». Как отметил современный критик Деннис Шварц, продюсерам удалось собрать «хороший актёрский состав, благодаря чему эта непритязательная рутинная история получает достаточную живость, чтобы удовлетворить потребности рынка».
Как полагает киновед Ханс Воллстейн, «вероятно, более всего Крейг помнят как исполнительницу главной женской роли в детективе „Свидание с убийцей“ (1948)». Этот независимый фильм рассказывал о детективе по прозвищу Сокол (Джон Калверт), которому страховая компания поручает найти две похищенные картины. Крейг сыграла в фильме главную женскую роль куратора художественной галереи, которая может быть связана с кражей. Достаточно высоко оценив картину, историк кино Хэл Эриксон отметил, что единственную претензию, которую можно ей предъявить, это «что она немного чересчур амбициозна для своего скромного бюджета».
Крейг сыграла роль второго плана ещё в одном вестерне компании Pine-Thomas «Эль Пасо» (1949) с Джоном Пейном и Гэйл Расселл, после чего снялась в небольшой роли в своей последней картине, нуаровой мелодраме Paramount Pictures «Не её мужчина» (1950) с Барбарой Стэнвик в главной роли.

## Актёрское амплуа и оценка творчества
Как пишут киноведы, Кэтрин Крейг была «красивой молодой брюнеткой», которая в 1940-е годы была «многообещающей и талантливой актрисой», однако студия Paramount слишком долго продержала её на эпизодических и небольших ролях начинающих актрис. Уже во второй половине 1940-х годов ей удалось сыграть несколько заметных ролей в фильмах категории В, однако к концу десятилетия она ушла из кино, чтобы помогать карьере своего мужа, актёра Роберта Престона.

## Личная жизнь
Крейг познакомилась со своим мужем актёром Робертом Престоном в 1940 году, в то время, когда они стажировались в Театре Пасадины. 9 ноября 1940 года в Лас-Вегасе они поженились.
В конце 1940-х годов она вместе с мужем играла в нескольких спектаклях, таких как «Девушка на золотом Западе» и «Смысл игры». Как отмечает Воллстейн, «в 1949 году Крейг ушла с экрана, чтобы посвятить себя жизни и карьере мужа».
В 1950—1970-х годах Престон постоянно играл в бродвейских спектаклях, и в этой связи пара жила некоторое время в Нью-Йорке, а затем в Гринвиче, Коннектикут. Позднее семья вернулась в Калифорнию, где Престон снова стал много сниматься в кино. Семья поселилась в Монтесито, Калифорния, где в 1987 году Престон умер от рака. Как написал Брамбург, на протяжении всего брака Крейг выполняла свою «миссию жены с изяществом, самообладанием и преданностью».

## Смерть
В 1987 году после смерти мужа Крейг поселилась в Санта-Барбаре, Калифорния, где и умерла 14 января 2004 года в возрасте 88 лет.

## Фильмография
| Год  |     | Русское название                  | Оригинальное название            | Роль                                        |
| ---- | --- | --------------------------------- | -------------------------------- | ------------------------------------------- |
| 1940 | ф   | Обречённый на смерть              | Doomed to Die                    | Синтия Вентворт                             |
| 1940 | ф   | Пульс Манхэттана                  | Manhattan Heartbeat              | медсестра (в титрах не указана)             |
| 1940 | ф   | Убийство над Нью-Йорком           | Murder Over New York             | стюардесса (в титрах не указана)            |
| 1941 | ф   | Луизианская покупка               | Louisiana Purchase               | продавщица                                  |
| 1941 | ф   | Ночи Лас-Вегаса                   | Las Vegas Nights                 | девушка с Биллом (в титрах не указана)      |
| 1941 | ф   | Одна ночь в Лиссабоне             | One Night in Lisbon              | гостья (в титрах не указана)                |
| 1941 | ф   | Вдова из Вест-Пойнта              | West Point Widow                 | Хильда (в титрах не указана)                |
| 1941 | ф   | Ничего, кроме правды              | Nothing But the Truth            | Бетти, администратор (в титрах не указана)  |
| 1941 | ф   | Среди живущих                     | Among the Living                 | девушка на мельнице (в титрах не указана)   |
| 1942 | ф   | Медсестра с парашютом             | Parachute Nurse                  | лейтенант Маллинс                           |
| 1942 | ф   | Ты никогда не была восхитительнее | You Were Never Lovelier          | Джулия Акуна, невеста (в титрах не указана) |
| 1943 | ф   | Шпионский поезд                   | Spy Train                        | Джейн Торнволл                              |
| 1943 | ф   | Салют троим                       | Salute for Three                 | ведущая в кафе (в титрах не указана)        |
| 1944 | ф   | Леди в ночи                       | Lady in the Dark                 | мисс Фостер                                 |
| 1944 | кор | Серенада на плавучем театре       | Showboat Serenade                | девушка                                     |
| 1944 | ф   | А вот и волны                     | Here Come the Waves              | лейтенант Таунсенд                          |
| 1944 | ф   | История доктора Уоссела           | The Story of Dr. Wassell         | миссис Уейн (в титрах не указана)           |
| 1944 | кор | Время веселья                     | Fun Time                         | секретарша (в титрах не указана)            |
| 1944 | ф   | Сейчас и завтра                   | And Now Tomorrow                 | администратор (в титрах не указана)         |
| 1945 | кор | Ты попал в точку                  | You Hit the Spot                 | Минерва                                     |
| 1945 | ф   | Зажигательная блондинка           | Incendiary Blonde                | Лоуэлла Парсонс (в титрах не указана)       |
| 1945 | ф   | Любовные письма                   | Love Letters                     | Джанет Кемпбелл (в титрах не указана)       |
| 1945 | ф   | Таверна Даффи                     | Duffy's Tavern                   | медсестра (в титрах не указана)             |
| 1945 | ф   | Клуб «Аист»                       | The Stork Club                   | Лоуэлла Парсонс (в титрах не указана)       |
| 1946 | ф   | Невеста в сапогах                 | The Bride Wore Boots             | миссис Медфорд (в титрах не указана)        |
| 1946 | ф   | Управление стратегических служб   | O.S.S.                           | секретарша Уильямса (в титрах не указана)   |
| 1946 | ф   | Странная любовь Марты Айверс      | The Strange Love of Martha Ivers | французская служанка (в титрах не указана)  |
| 1946 | ф   | Месье Бокэр                       | Monsieur Beaucaire               | герцогиня (в титрах не указана)             |
| 1946 | ф   | Честное слово                     | Cross My Heart                   | репортёр (в титрах не указана)              |
| 1947 | ф   | Семеро были спасены               | Seven Were Saved                 | лейтенант Сьюзен Брискоу                    |
| 1947 | ф   | Претендент                        | The Pretender                    | Клэр Уортингтон                             |
| 1947 | ф   | Идеальный брак                    | The Perfect Marriage             | Джули Камбервелл (в титрах не указана)      |
| 1947 | ф   | Девушка из варьете                | Variety Girl                     | секретарша (в титрах не указана)            |
| 1948 | ф   | Альбукерке                        | Albuquerque                      | Силия Уоллес                                |
| 1948 | ф   | Свидание с убийцей                | Appointment with Murder          | Лоррейн У. Бринкли                          |
| 1949 | ф   | Эль Пасо                          | El Paso                          | миссис Элкинс                               |
| 1950 | ф   | Не её мужчина                     | No Man of Her Own                | Розали Бейкер                               |